# Dysderella
Dysderella es un género de arañas araneomorfas de la familia Dysderidae. Se encuentra en Turkmenistán y Azerbaiyán.

## Lista de especies
Según The World Spider Catalog 12.0:
- Dysderella caspica (Dunin, 1990)
- Dysderella transcaspica (Dunin & Fet, 1985)